# Němá barikáda
Němá barikáda je soubor 11 povídek spisovatele Jana Drdy z roku 1946. 
Jedná se o první prozaické ztvárnění událostí druhé světové války (včetně heydrichiády, Pražského květnového povstání a osvobození) v české literatuře. Patří k Drdovým nejpopulárnějším dílům.
Soubor je uvozen citátem z Halasovy básně Zpěv úzkosti.
Povídkový soubor byl použit jako předloha ke stejnojmennému filmu režiséra Otakara Vávry, jenž měl premiéru v roce 1949. Děj ústřední povídky Pancéřová pěst a filmu Němá barikáda se z části odehrává na Trojském mostě vedoucím z pražských Holešovic do Troje, tedy na místě kde ona barikáda byla fakticky postavena a který byl na počest obránců mostu po válce přejmenován na most Barikádníků.

## Povídky
- Třetí fronta
- Včelař
- Vyšší princip
- Hlídač dynamitu
- Vesnická historie
- Nenávist
- Padlý beze jména
- Pancéřová pěst
- Zákeřník
- Až vstanou mrtví
- Němá barikáda

### Třetí fronta
Hlavní postavou této povídky je Sláva Mach, který kvůli zranění musel opustit své kamarády bojující ve Španělsku. Jakožto hrdinný voják se s pomocí tajné spojky hodlá dostat do zahraničí vlakem a připojit se k nové frontě. Cestou na nádraží je ovšem jejich tramvaj zastavena proudem protestujících proti nacistické okupaci (28. říjen 1939). Sláva konečně nachází svoji třetí frontu.
Ukázka:
Smrt fašismu! Křičí ještě pořád sami přijímajíce smrt z fašistických rukou. A Sláva Mach, stoje v prvních řadách těch co mají padnout, stoje bezbranný proti kulkám, vzlyká pocitem nesmírného štěstí. Ne mezi horami, ne přes půl Evropy, ale tu, na této čáře, kterou rýsují první mrtví, je jeho třetí fronta! Srdcem každého z nich, živými jako mrtvými, tudy se fašisté již nikdy nedostanou vpřed. NAŠIMI SRDCI NEPROJDOU!

### Včelař
Včelař, pan Havlík, ukrýval u sebe doma tři partyzány s vysílačkou. Když zjistí, že němečtí vojáci a gestapo jsou blízko, všichni tři prchají. Příslušníci gestapa ale vysílačku na udání našli a smrtelně zranili včelaře. Když umírá, chrání v sevřené ruce včelí královnu – jako symbol budoucnosti a naděje, kterou nacisti nikdy nezničí.

### Vyšší princip
„Vyšší princip“ je přezdívka středoškolského profesora latiny a řečtiny, třídního učitele septimy.
Příběh se odehrává během druhé světové války, krátce po atentátu na zastupujícího říšského protektora Reinharda Heydricha. Tři septimáni z gymnázia (František Havelka, Karel Moučka a Vlastimil Ryšánek) byli spolužákem udáni gestapu a pro údajné schvalování atentátu zastřeleni. Profesor latiny při hovoru s třídou nejen odmítne jejich vraždu, ale naopak souhlasí s atentátem – „z hlediska vyššího principu mravního… vražda na tyranu není zločinem“; třída mu spontánně vzdá čest povstáním.
Na motivy Drdovy povídky natočil v roce 1960 režisér Jiří Krejčík stejnojmenný film.

### Hlídač dynamitu
Hlavním hrdinou povídky je starý havíř František Milec, hlídač důlního dynamitového skladiště, jenž spolu s pěti svými kolegy (Martínek, Jarda Jehně, Karas z Lažce, Petr Havránek z Doubí a Karnet) vyhodí do povětří během krátké doby za nacistické okupace 4 německé vojenské vlaky. Když ho kamarádi varují, před blížícím se gestapem utíká František Milec domů, kde má schovaný další dynamit. Jeho žena, o které si myslel, že o dynamitu nic neví, mu pomáhá dát všechen dynamit do hrnce. Ten chce jít vysypat do rybníka, ale už je pozdě. Příslušníci gestapa se blíží. Statečná žena pokládá hrnec na zrovna rozpálenou plotnu. Tím dodává odvahu muži. Když je bijí, křičí jim František do očí, že další vlaky vyletí do povětří. V tom dům zaplaví ohlušující výbuch.

### Vesnická historie
Rodina Bernátových ukrývá ve vsi Borkovicích uprchlého ruského zajatce. Zanedlouho jsou všichni odvezeni gestapem. Vesničané chtějí pomstít nevinně popravené sousedy, a tak se domluví na udavače Joudala. Jednoho večera zastaví na kopci Joudala strážmistr Kudrna a čte mu „rozsudek smrti“. Joudal mu vyhrožuje udáním. Ráno najdou Joudala mrtvého na silnici. Asi dostal na ledu smyk. Nikde nebylo ani stopy po šňůře, která byla v noci napjata mezi patníky.

### Nenávist
Účetní Babánek navštěvuje pouťové střelnice, kde si jednou všimne dokonalé střelby Lojzy Mrázka a pak ho sleduje. Lojza si myslí, že je z tajné policie, a tak ho velmi překvapí, když mu pan Babánek přednese svou prosbu, aby ho naučil střílet. Když dosáhne ve střelbě dokonalosti, navštěvuje dále střelnice, kde jsou němečtí vojáci jeho střelbou ohromeni. 9. května 1945 je pan Babánek na pražské barikádě, má vedle sebe německou pušku a na převrácené tramvaji je u jeho jména 15 čárek: počet Němců, které zabil, aby pomstil syna popraveného za heydrichiády.